# کریس مارکت
کریس مارکت (انگلیسی: Chris Marquette؛ زادهٔ ۳ اکتبر ۱۹۸۴) یک هنرپیشه اهل ایالات متحده آمریکا است. وی از سال ۱۹۹۵ میلادی تاکنون مشغول فعالیت بوده‌است.

## گزیده فیلمشناسی
از فیلم‌ها یا برنامه‌های تلویزیونی که وی در آن نقش داشته‌است می‌توان به آثار زیر اشاره کرد.
- فردی علیه جیسون (۲۰۰۳)
- دختر همسایه (فیلم ۲۰۰۴) (۲۰۰۴)
- دوستی معمولی (۲۰۰۵)
- آلفا داگ (۲۰۰۶)
- تفنگ آمریکایی (۲۰۰۶)
- به یاد داشته باشید به خیرگی (۲۰۰۷)
- آموزش چارلی بنکس (۲۰۰۷)
- نامرئی (فیلم) (۲۰۰۷)
- مسابقه تا کوه اسرارآمیز (۲۰۰۹)
- پسرهای طرفدار (۲۰۰۹)
- زندگی در زمان جنگ (۲۰۰۹)
- تشریفات مذهبی (فیلم ۲۰۱۱) (۲۰۱۱)
- بدل (فیلم ۲۰۱۱) (۲۰۱۱)
- پخش زنده شنبه شب (۱۹۹۵)
- بخش فوریت‌های پزشکی (مجموعه تلویزیونی) (۲۰۰۰)
- علف (مجموعه تلویزیونی) (۲۰۱۰)
- ذهن‌های جنایتکار (۲۰۱۰)
- دکتر هاوس (۲۰۱۱)
- هاوایی فایو-زیرو (۲۰۱۲)
- سرزمین بد (۲۰۱۴)
- اسب‌های شکسته (۲۰۱۵)
- شرکت ترس (۲۰۱۶)
- لوسیفر (مجموعه تلویزیونی) (۲۰۱۶)
- بری (مجموعه تلویزیونی) (۲۰۱۸–۲۰۲۲)